# Batracomorphus tullus
Batracomorphus tullus är en insektsart som beskrevs av Knight 1983. Batracomorphus tullus ingår i släktet Batracomorphus och familjen dvärgstritar. Inga underarter finns listade i Catalogue of Life.